# Figura retoryczna (muzyka)
Figura retoryczna w muzyce to np. struktura melodyczna, ale też użycie w określony sposób pauz, środków harmonicznych, a nawet świadome zastosowanie zakazanych, błędnych z punktu widzenia sztuki kompozytorskiej, harmonii i kontrapunktu, skoków melodycznych, nierozwiązanych czy nieprawidłowo rozwiązanych dysonansów itp., które mają za zadanie wyrażać z góry określone pojęcia, uczucia i emocje, np. ilustrując tekst, na którym oparta jest kompozycja.

## Zarys historyczny
Początki retoryki muzycznej datuje się na XVI wiek, a okres największego rozkwitu na renesans i barok. Proces komponowania utworów w tym okresie przypominał układanie mowy. Kompozytor w celu wyrażenia emocji dobierał odpowiednie figury retoryczne i na tej podstawie tworzył muzykę. Rozwój i popularność retoryki muzycznej w tym okresie był związany z zainteresowaniem antykiem oraz z działalnością Cameraty florenckiej. Retoryka muzyczna została również opisana w "traktacie o muzyce retorycznej" (1606 r.) przez Joachima Burmeistera.

## Wybrane figury retoryczne
Figury emfatyczne – ilustrujące emocje w muzyce:
- patopoja – następstwo półtonów, symbol bólu rozpaczy, cierpienia,
- saltus duriusculus – skok zakłócający diatonikę, symbol fałszu, obłudy, także smutku, bólu i żałości,
- passus duriusculus – interwał chromatyczny zakłócający diatonikę,
- exclamatio – skok o interwał większy niż tercja (najczęściej seksta), błaganie, euforia, wybuch emocji,
- interrogatio – interwał wznoszący się, symbol zapytania,
- aposiopesis – pauza, symbol pustki, śmierci,
- suspiratio – przerywanie dźwięków pauzami, symbol westchnienia, tęsknoty,
- antitheton lub contrapositum – pasaż muzyczny wyrażający przeciwstawne uczucia (np. śmiech jednego bohatera i płacz drugiego),
- ampliphicatio – nagromadzenie terminów opisujących obiekt,
- multiplicatio – powtarzanie dysonansowego współbrzmienia.

Figury onomatopeiczne – naśladujące, ilustrujące dosłowne znaczenie słów:
- assimilatio lub homoiosis – naśladowanie różnych odgłosów (np. śpiewu ptaków)
- ascendus
- descendus
- fuga – figura, w której pierwszy głos był naśladowany przez kolejne głosy, służyła wyrażeniu pościgu lub ucieczki
- tirata – naśladowanie gwałtownych zjawisk jak pioruny i grzmoty
- circulatio – seria zwykle ośmiu nut tworzących na pięciolinii okrąg lub sinusoidę
- figura krzyża – seria czterech nut układających się interwałami w krzyż na pięciolinii (np. e-h-H-e)